# Tiamulina
La Tiamulina è un diterpene semisintetico ampiamente usato come farmaco veterinario nel controllo di malattie infettive, in particolar modo la dissenteria e la polmonite enzootica nei suini.

## Utilizzo
La tiamulina è un derivato della pleuromutilina utilizzato nel controllo di infezioni sostenute da batteri Gram-positivi e Gram-negativi. Ha un'attività eccezionale (MIC<1 µg/ml) nei confronti di batteri aerobi, spirochete intestinali e varie specie di Mycoplasma.

## Tossicità
L'interazione (studiata in ratto) tra tiamuliuna e monensina produce degenerazione vacuolare a livello dei muscoli scheletrici, tossicità epatica e degenerazione idropica del miocardio.